# 周庄玱珩西楼
周庄玱珩西楼，位於江苏省昆山市周庄镇后港街30号，周庄风景区入口东侧，北靠全福路。是一处昆山市文物保护单位。现为周庄古镇医疗救护中心。

## 历史
周庄玱珩西楼由朱氏建于清光绪十五年（1889），原有前后五进，现存一座仿西式二层洋楼，清水墙面。

## 保护
2013年9月17日，周庄玱珩西楼公布为第五批昆山市文物保护单位。